# Балка (Одесская область)
Балта (укр. Балка) — село, относится к Овидиопольскому району Одесской области Украины.
Население по переписи 2001 года составляло 14 человек. Почтовый индекс — 65496. Телефонный код — 48. Занимает площадь 0,266 км². Код КОАТУУ — 5123755801.

## Местный совет
65496, Одесская обл., Овидиопольский р-н, пгт Таирово, ул. 40-летия Победы, 25